# Urnerdeutsch
Urnerdeutsch ist ein Schweizer Dialekt, der von den Bewohnern des Kantons Uri gesprochen wird  und zur höchstalemannischen Dialektgruppe gehört. 

## Laute
Das «Ürnerditsch» zeichnet sich durch den häufigen Gebrauch von offenen «ü» und «ä» aus. Die Unterschiede zu anderen Dialekten liegen weniger im Wortschatz als viel mehr in der Aussprache. Deren Kennzeichen sind etwa:
- die Vokale werden in offener Silbe gedehnt:  lääsä (lesen), Schleegel (Schlegel), Boodä (Boden)
- die gerundeten Vokale ö, ü, üe und öi werden zu e, i, iä und äi entrundet: scheen (schön), hibsch (hübsch), Biächer (Bücher), Häiw (Heu)
- u und ue werden zu ü und üä gerundet: Üüri (Uri), Büäch (Buch)
- b, d und g vor l werden zu p, t und gg verhärtet: hoplä (hobeln), Fitlä (Füdli, Hinter)

Weiteres:

a, aa ziemlich dunkel. Kürze und Länge im Klangwert gleich: Gaplä (Gabel), Aabet (Abend)
ä, ää überoffener e-Laut. K & L im Klangwert gleich, Vokal mit grösster Klangfülle: Wägg (Weg); Bäärg (Berg)
è offenes e wie hdt. «Berg», i. A. nur als Kürze: èrbä (erben), fèrtig
e leicht geöffnetes e wie hdt. «retten»; nur als Kürze: Gescht (Gäste), chlepfä (knallen)
ee geschlossenes e wie in hdt. «See»: cheerä (wenden), Chneebäl (Knebel)
o, oo geschlossenes o: Boodä (Boden), Schrootä (Ecke)
u, uu offen, dem o nahe: Chugglä, Chuugäli (Kugel, Kügelchen)
Beispielsatz:
«Die Maus läuft unter der Mauer hindurch.»
- «D Müüs läift under dr Müürä durä.» (Urnerdeutsch)
- «D Muus lauft under de Muur dure.» (Zürichdeutsch)

Der Urner Dialekt ist für «Nichturner» schwer zu imitieren. Häufig hört es sich dann eher wie eine Art Walliserdeutsch an.

### Grundlegendes
- Rudolf Hotzenköcherle: Zur sprachlichen Stellung und Struktur der Innerschweiz. In: Ders.: Die Sprachlandschaften der deutschen Schweiz. Hrsg. von Niklaus Bigler und Robert Schläpfer. Sauerländer, Aarau/Frankfurt a. M./Salzburg 1984 (Sprachlandschaft 1), S. 237–292; spezifisch zu Uri S. 266–277.

### Wörterbuch
- Felix Aschwanden, Walter Clauss: Urner Mundartwörterbuch. Hrsg. von der Bibliotheksgesellschaft Uri in Verbindung mit dem Bund Schwyzertütsch. Altdorf 1982 (19. Jahresgabe der Bibliotheksgesellschaft Uri; Grammatiken und Wörterbücher des Schweizerdeutschen in allgemeinverständlicher Darstellung VIII).
- Felix Aschwanden, Charlotte Germann: Neues Urner Mundartwörterbuch. Hrsg. vom Gönnerverein Kantonsbibliothek Uri. Altdorf 2013.

### Grammatiken
- Emil Abegg: Die Mundart von Urseren. Huber, Frauenfeld [1911] (Beiträge zur Schweizerdeutschen Grammatik IV).
- Walter Clauss: Die Mundart von Uri. Laut- und Flexionslehre. Huber, Frauenfeld 1929 (Beiträge zur Schweizerdeutschen Grammatik XVII).
- Walter Clauss: Wie eine Grammatik der Mundart von Uri zustande kam. In: Schweizerische Monatsschrift «Du». August 1951.
- Walter Clauss: Die Urner Mundart. Ihre Laut- und Flexionsformen. Altdorf 1969 (Kantonsbibliothek Uri. 14. Jahresgabe 1967).